# I. Stanford Jolley
Isaac Stanford Jolley 24 de octubre de 1900 – 7 de diciembre de 1978) fue un prolífico actor cinematográfico y televisivo estadounidense de carácter, que trabajó principalmente en el género western en papeles de cowboys, agentes de la ley o malvados. A lo largo de su carrera, Jolley hizo unas quinientas actuaciones tanto para la pequeña como para la gran pantalla.

## Inicios
Su nombre completo era Isaac Stanford Jolley, y nació en Morristown (Nueva Jersey). Siendo niño, Jolley viajaba con el circo de su padre y actuaba en el vodevil. Su primera actuación en Broadway tuvo lugar en 1924 junto a Charles Trowbridge en Sweet Seventeen. También trabajó para la radio, hasta que hizo su primer papel, sin aparecer en los créditos, en el film de 1935 interpretado por Bette Davis Front Page Woman. 

## Papeles cinematográficos
Actuó en 25 filmes para Republic Pictures entre 1936 y 1954, pero nunca tuvo un contrato con el estudio. 
Por años, sus interpretaciones más relevantes fueron entre otras, las que siguen:
-1939: hizo un papel sin créditos como conserje de hotel en Mr. Wong in Chinatown.
-1940: fue elegido para encarnar a Molotoff en Chasing Trouble, junto a Milburn Stone y Tristram Coffin, entre otros actores. 
-1942: hizo el papel de Gil Harkness en el western Outlaws of Boulder Pass. 
-1944: fue Saladino en The Desert Hawk, y Bart Kern en el film de Tex Ritter Gangsters of the Frontier. 
-1945: Jolley actuó como el Marshal Mullins en Springtime in Texas, con Rex Lease como compañero de reparto.
-1946: en The Crimson Ghost fue el Dr. Blackton y dio voz al indefinido personaje del título. Ese mismo año encarnó al sheriff Bill Armstrong en Silver Range, y a James Beeton en el western musical Swing, Cowboy, Swing. 
-1948: ese año interpretó a Rance Carson en Tex Granger, película protagonizada por Robert Kellard. 
-1949: en King of the Rocket Men, Jolley fue el profesor Bryant, de nuevo con Tristram Coffin. Ese mismo año también actuó como Mark Simmons en Trouble at Melody Mesa, film de Brad King. 
-1950: Jolley fue J.B. "Dude" Dawson en el serial de bajo presupuesto de Republic Pictures Desperadoes of the West. 
-1951: encarnó a Sam Fleming en Oklahoma Justice, con Johnny Mack Brown, con quien también trabajó en Silver Range. 
-1953: trabajó junto a Audie Murphy y Lee Van Cleef en Tumbleweed. Ese mismo año fue Rocky en el western Son of Belle Starr, con Keith Larsen. 
-1954: ese año participó en el clásico navideño de Bing Crosby y Danny Kaye White Christmas. 
-1956: fue Henry Longtree en el corto I Killed Wild Bill Hickok.

## Papeles televisivos
Entre 1950 y 1953, Jolley actuó con seis papeles diferentes en la serie El llanero solitario, con Clayton Moore. En 1953 intervino en dos ocasiones en otra serie western, The Range Rider. Trabajó como Walt, junto a Clayton Moore y Darryl Hickman, en el episodio de 1954 "Annie Gets Her Man" del show de Gail Davis y Brad Johnson Annie Oakley. También en 1954 participó en el capítulo "Black Bart" de la serie interpretada por Jim Davis Stories of the Century.
En 1958 actuó en la entrega "Law and Order, Incorporated", del programa de ABC Walt Disney Presents, con Robert Loggia. Su hijo, Stan Jolley, era el director artístico de la producción.
Jolley actuó varias veces en numerosas series de género western, entre ellas The Adventures of Wild Bill Hickok (tres veces), The Cisco Kid (diez), Tales of the Texas Rangers (dos), Sergeant Preston of the Yukon (dos), The Roy Rogers Show (tres), The Gene Autry Show (cuatro), Sky King (cuatro), Death Valley Days (cinco), 26 Men (cinco actuaciones, otra vez con Tristram Coffin, el protagonista), Wanted: Dead or Alive (dos), Bronco (dos), Tales of Wells Fargo (dos), The Life and Legend of Wyatt Earp (seis), Maverick (seis), Lawman (seis), Cheyenne (siete), Rawhide (cinco), Wagon Train (diez), El virginiano (dos), Daniel Boone (dos), Laredo (dos), The Big Valley (tres), Bonanza (ocho), y Gunsmoke (nueve). En 1957 actuó en una ocasión en la serie de Will Hutchins Sugarfoot, en el capítulo "Reluctant Hero". En 1965 fue Enos Scoggins en "The Greatest Coward on Earth" entrega de la serie de Chuck Connors Branded. También trabajó con Connors en el show de ABC The Rifleman, en el episodio "Hostages to Fortune" (1963). También actuó cuatro veces en 1956 en la producción infantil The Gabby Hayes Show.
Los últimos papeles de Jolley en el western tuvieron lugar en 1976, en la serie de ABC con James Arness How the West Was Won, y en el show de Tim Matheson y Kurt Russell The Quest.
Entre las producciones ajenas al western en las que actuó Jolley figuraban Aventuras de Superman (dos veces), Perry Mason (dos), Los Intocables, Profiles in Courage (con Walter Matthau), Man with a Camera, Mr. and Mrs. North, y Jungle Jim, con Johnny Weissmüller.

## Vida personal
Jolley y su esposa, Emily Mae o "Peggy" Jolley (1901–2003), tuvieron dos hijos, el director artístico I. Stanford "Stan" Jolley, Jr. (nacido en 1926), y Sandra Jolley Carson (1919–1986), anterior esposa del actor Forrest Tucker y viuda del también actor Jack Carson.
I. Stanford Jolley falleció en 1978 a causa de un enfisema en el Motion Picture Country Hospital de Woodland Hills (Los Ángeles), California. Su esposa murió en el mismo centro en 2003. El matrimonio está enterrado en el Forest Lawn Memorial Park de Hollywood Hills, en Los Ángeles.